# Tortezais

Tortezais este o comună în departamentul Allier din centrul Franței. În 1 ianuarie 2022 avea o populație de 175 de locuitori.